# Hanne Tott
Hanne Tott (el. Tott), gift Price og Kuhn  (døbt 14. februar 1771 i Hamborg, død 15. august 1826 på Frederiksberg, var en dansk artist. 
Hanne Tott blev i slutningen af 1700-tallet gift med James Price (1761-1805) de første år optrådte familien i de danske provinser og i Norge. Efter at have givet forestillinger på Det Kongelige Teater erhvervede hennes mand borgerret i København,  i sommeren 1801 slog de sig ned på Vesterbro med deres «lille danske Kunstnerselskab», som det blev kaldt i modsætning til konkurrenterne Antonio Cetti og Pasquale Casortis "store italienske Selskab"; det følgende år kunde Price-familien åbne "et rummeligt, med indvendige Dekorationer forsynet Komediehus, kaldet "det danske National-Sommerteater"", og hen på sommeren engageredes Giuseppe Casorti, der indførte de italienske Pantomimer på det Priceske Theater.
Hanne Tott overtog ledelsen af teatret efter hendes mand James Price (1761-1805)) døde , først alene, senere i forening med Frantz Joseph Kuhn (1783-1832), som hun i 1810 ægtede; under deres direktion flyttede selskabet ind i et nyt og bedre teater på Vesterbrogade: Morskabstheatret. Teatrets repertoire omfattede både linedans, styrkeløft, pantomime, varieté og fremvisning af vilde dyr. Efter hendes død 1826 ledede Kuhn selskabet. 
Hanne Tott var gift 1. gang med artisten James Price (1761-1805)) og 2. gang 1810 med artisten Frantz Joseph Kuhn (ca. 1783-1832). Hun var datter til af Stephen Todd og Hanne Todd. Hun var mor til James Price (1801-1865), Carl Price (1803-?) og Adolph Price (1805-1890).